# Virus de la hepatitis B ADN polimerasa

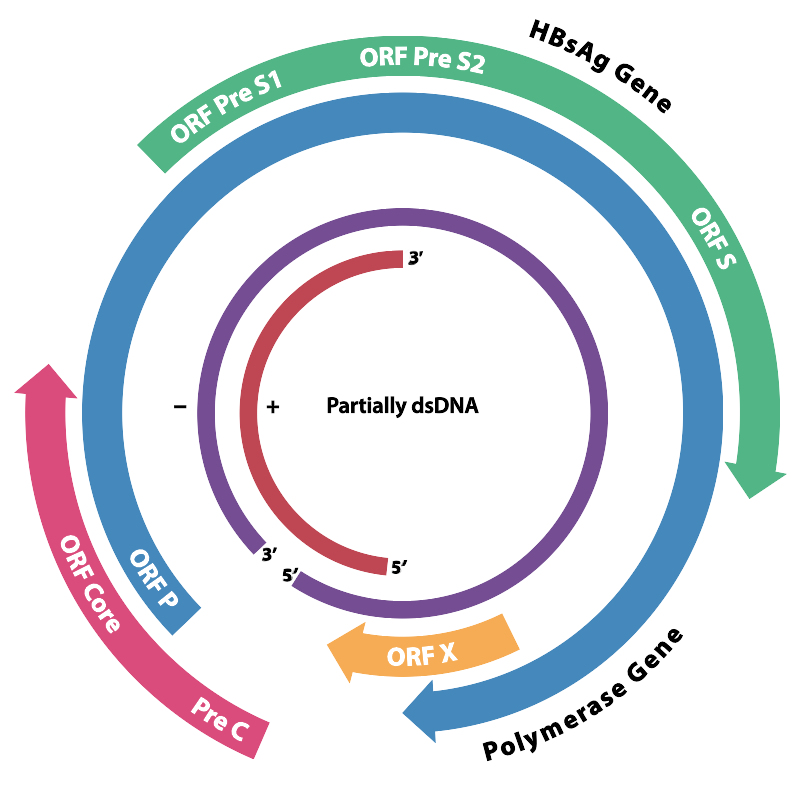
La organización del genoma del VHB. Los genes que se solapan. (ORF P, en azul, virus de la hepatitis B codifica la DNA polimerasa).

Virus de la hepatitis B ADN-polimerasa es una proteína viral de la hepatitis B. Se codifica una ADN polimerasa.